# Плоуи: Сам не ще летиш!
„Плоуи: Сам не ще летиш!“ (на английски: Ploey: You Never Fly Alone/Flying the Nest) е исландско-белгийска компютърна анимация от 2018 г. на режисьора Арни Аусгейрсон, по сценарий на Фридрик Ерлингсон. Музиката е композирана от Атли Йорварсон. Филмът е пуснат в Исландия на 2 февруари 2018 г., и получава генерално негативни отзиви от критиката, но има световни приходи от 6.1 млн. долара.

## В България
В България филмът е пуснат по кината на 31 август 2018 г. от „Про Филмс“.
През 2019 г. се излъчва по каналите на БТВ Медиа Груп.
Нахсинхронен дублаж
| Роля        | Изпълнител              |
| ----------- | ----------------------- |
| Плоуи       | Царина Юхновска         |
| Пловерия    | Тихомира Темелкова      |
| Сянката     | Атанас Сребрев          |
| Гайрон      | Георги Спасов           |
| Водач       | Александър Хаджиангелов |
| Татко Плоуи | Ивайло Велчев           |
| Майка Плоуи | Златина Тасева          |
| Корморанка  | Дайяна Димитрова        |
| Слоуи       | Росен Русев             |
| Скюа        | Сотир Мелев             |
| Гарванка    | Мими Йорданова          |
| Врабкиня    | Лили Гелева             |
| Елен        | Тодор Янкулов           |
| Сам         | Константин Лунгов       |
| Радио водещ | Борис Кашев             |

| Обработка           | студио „Про Филмс“                          |
| ------------------- | ------------------------------------------- |
| Преводач            | Теодора Чолакова                            |
| Адаптация           | Николина Петрова                            |
| Тонрежисьори        | Девора Иванова Марио Иванов Станислав Донев |
| Режисьор на дублажа | Евгения Ангелова                            |